# Panchagarh
Panchagarh est un district du Bangladesh. Il est situé dans la division de Rangpur. La ville principale est Panchagarh.

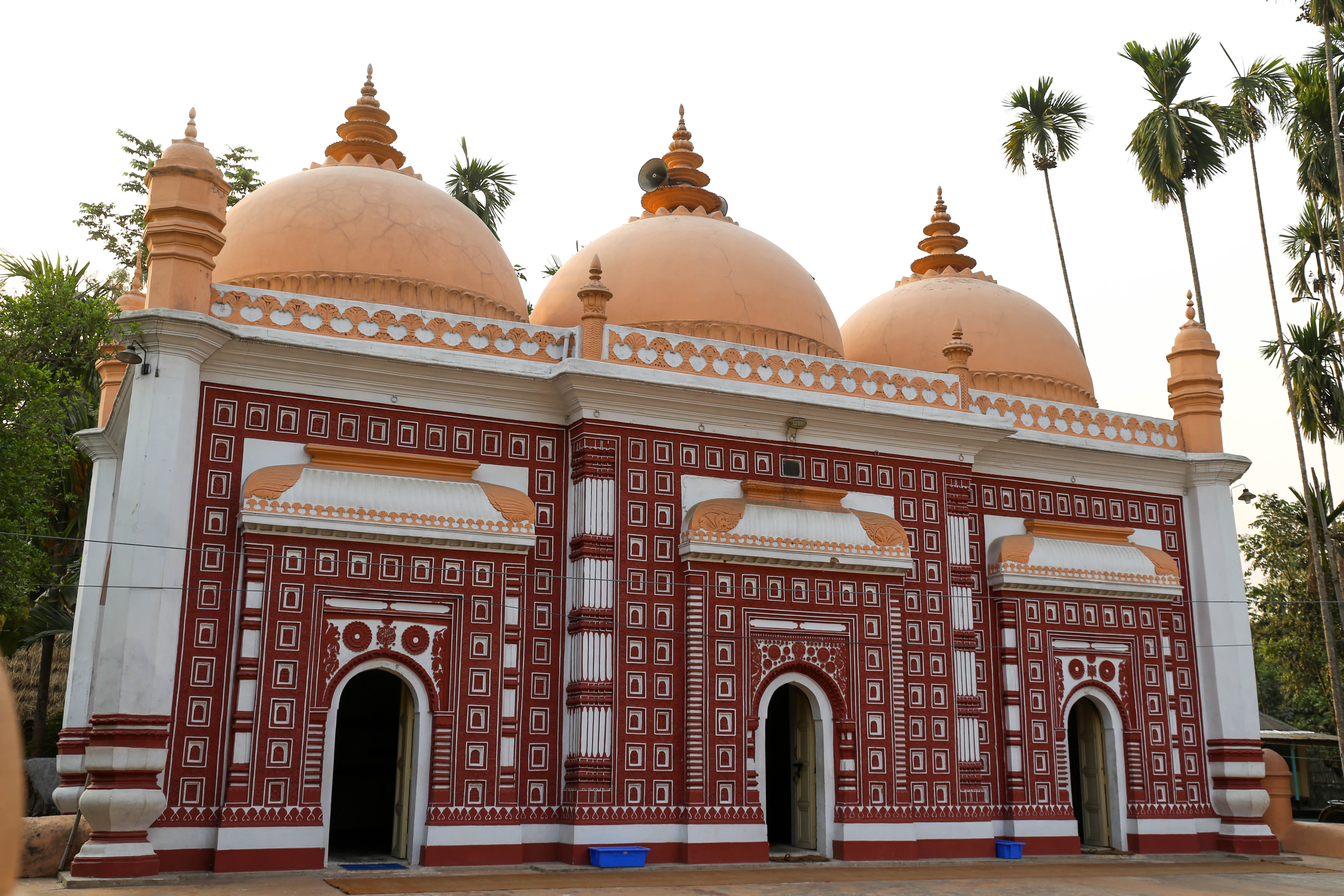
Mosquée Mirzapur Shahi